# Keziah Jones
Pour les articles homonymes, voir Jones.
Keziah Jones, né Olufemi Sanyaolu à Lagos au Nigeria le 10 janvier 1968, est un chanteur, compositeur et guitariste nigérian. Il mêle le blues et le funk pour créer un style propre : le blufunk.

## Biographie

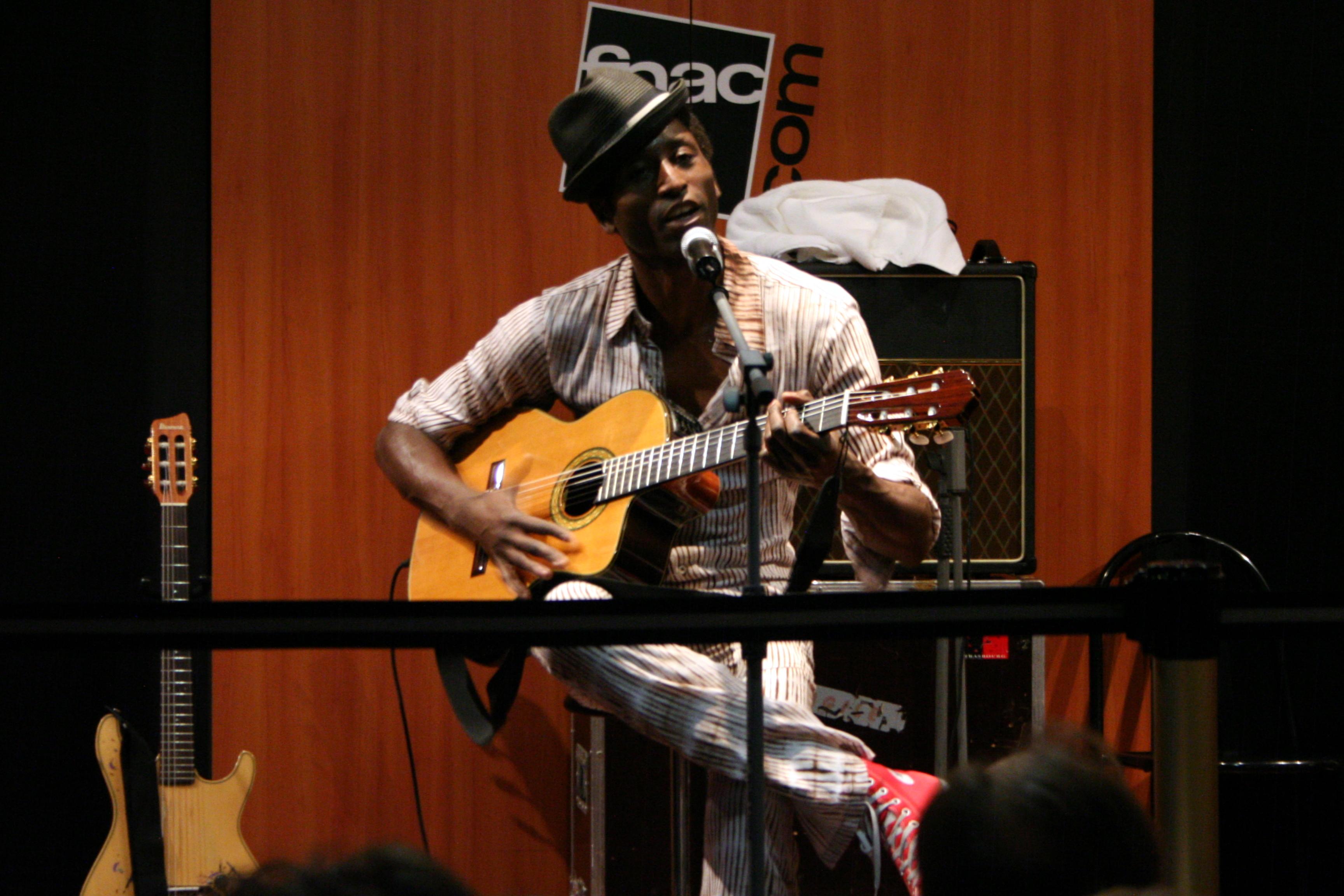
En concert acoustique à Strasbourg en septembre 2008.

Né à Lagos au Nigeria, fils d'une grande famille de Lagos, Keziah Jones part ensuite en Angleterre, où il commence à jouer du piano à l'âge de treize ans, avant d'adopter la guitare trois ans plus tard. C'est à une terrasse de café parisien qu'il se fait remarquer par Philippe Cohen Solal (futur membre fondateur du trio Gotan Project) en 1989. Largement influencé par la personnalité politique et morale du musicien nigérian Fela (dont il recueille la dernière interview en 1996 à Kalakuta), par le jeu de Jimi Hendrix et de Prince, il signe en 1992 le disque-manifeste Blufunk Is A Fact!, un mélange de funk et de blues acoustique porté par le succès planétaire du single Rhythm is love. Le relatif échec commercial d'African Space Craft (1995), dans lequel il évoque les problèmes de l'artiste africain contemporain, et de Liquid Sunshine (1999) l'éloignent des feux de la rampe, jusqu'en 2003, année durant laquelle la publication de Black Orpheus lui permet de retrouver la faveur des médias.

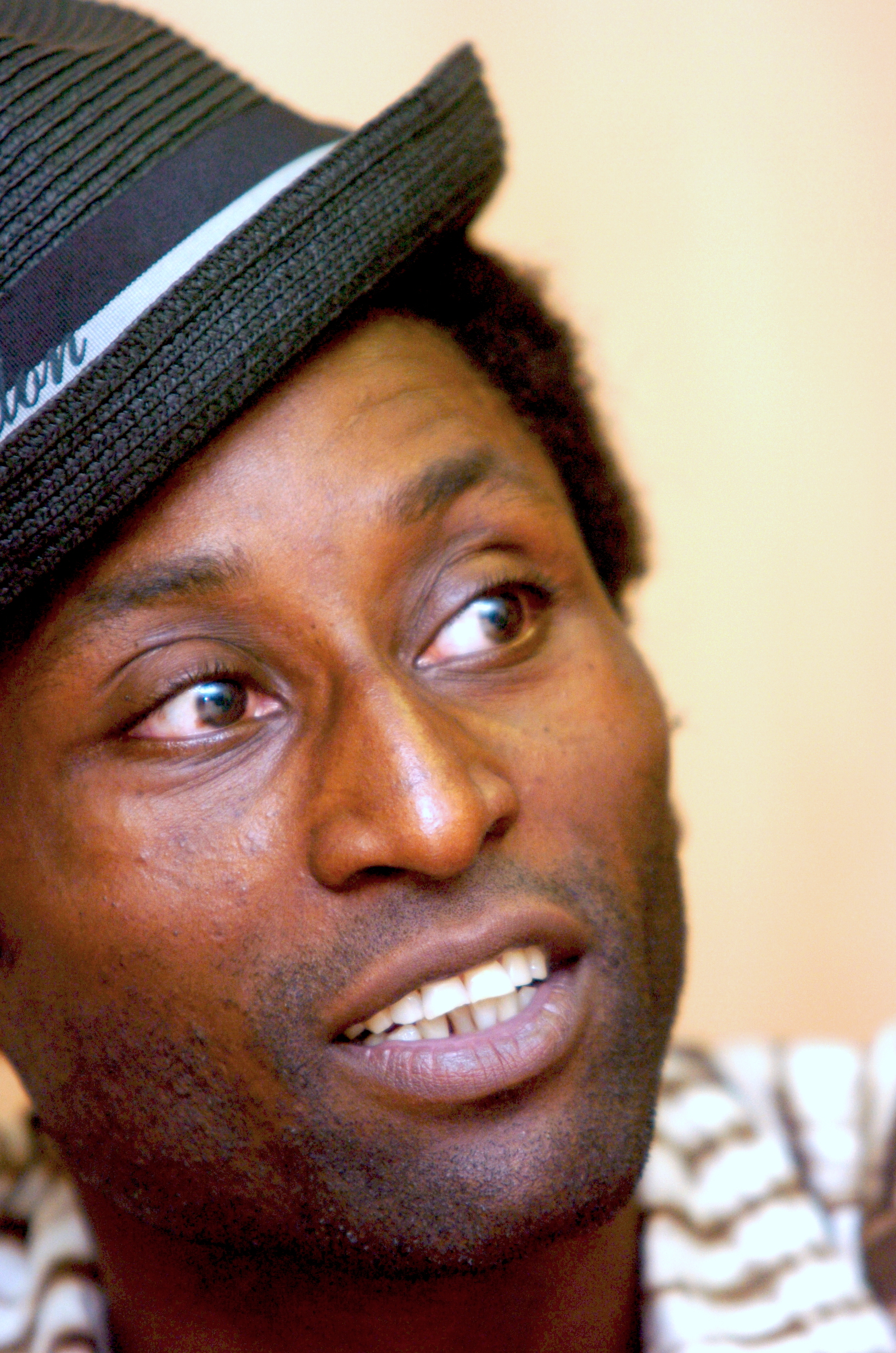
Keziah Jones, le 1 septembre 2008 à Paris.

En 2008, il enregistre une reprise de la chanson One du groupe rock U2 disponible sur l'album collectif In The Name Of Love: Africa Celebrates U2, sorti en avril. Son nouvel album, Nigerian Wood, sort le 1er septembre et est inauguré par une série de concerts surprises dans les stations du métro parisien. Il s'y produit à quatre reprises dans le cadre de l'opération Destination musique organisée par la RATP les 1er (Miromesnil), 3 (Olympiades), 4 (Montparnasse — Bienvenüe) et 6 septembre 2008 (Auber).
En janvier 2014, sort chez Because Records son sixième album Captain Rugged (en), comportant 14 titres originaux[réf. nécessaire].
En 2025, Keziah Jones revient avec un album intitulé « Alive and kicking » : album de réinterprétations en live de sa discographie dont « Beautiful Emilie »,.
Keziah Jones a de nombreux projets, notamment de créer un festival de musique Paris-Lagos et de se lancer davantage dans la pédagogie du blufunk, style musical qu'il a créé et dont il voudrait transmettre les secrets aux jeunes générations.

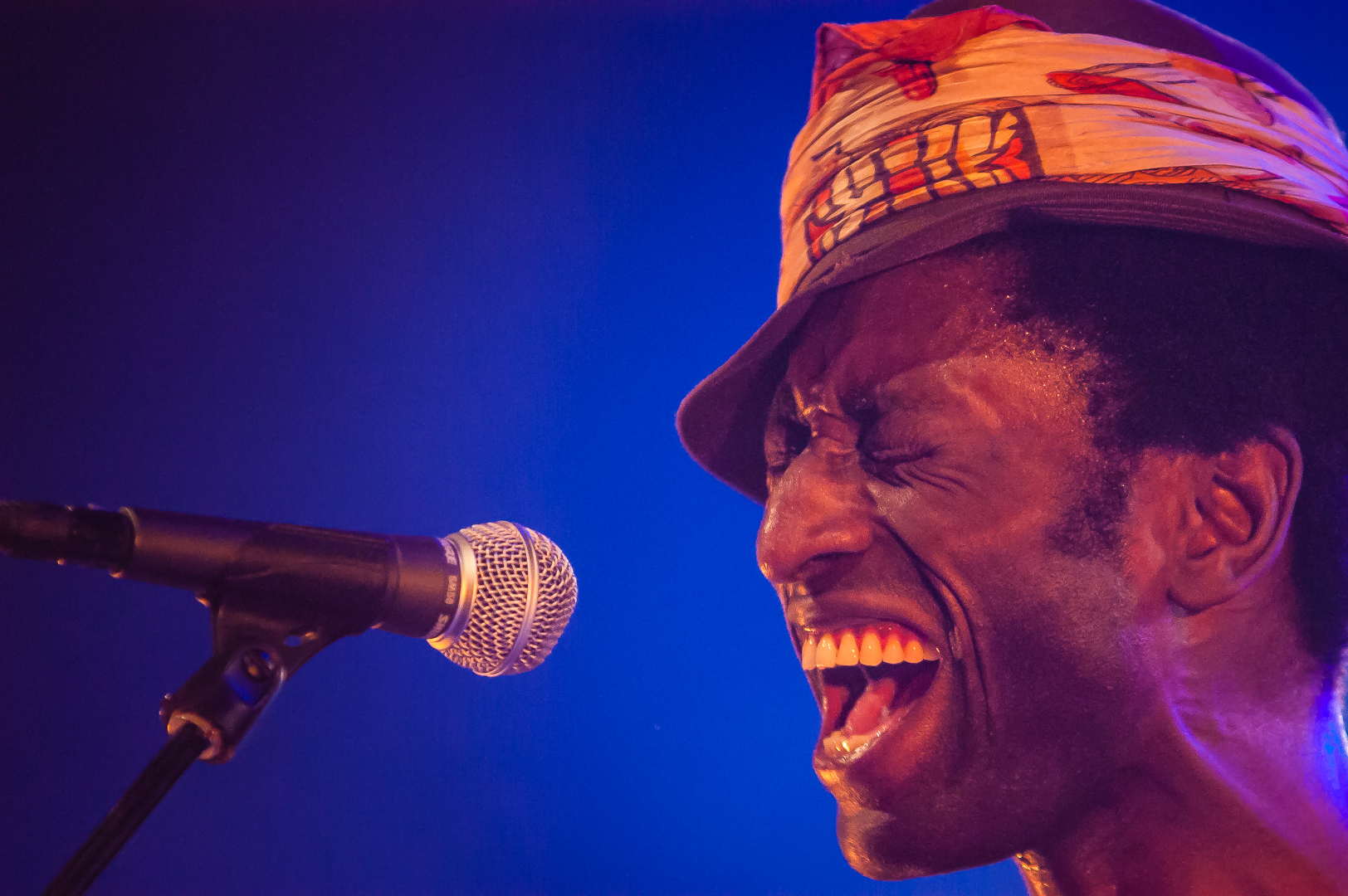
Mont-de-Marsan 2004
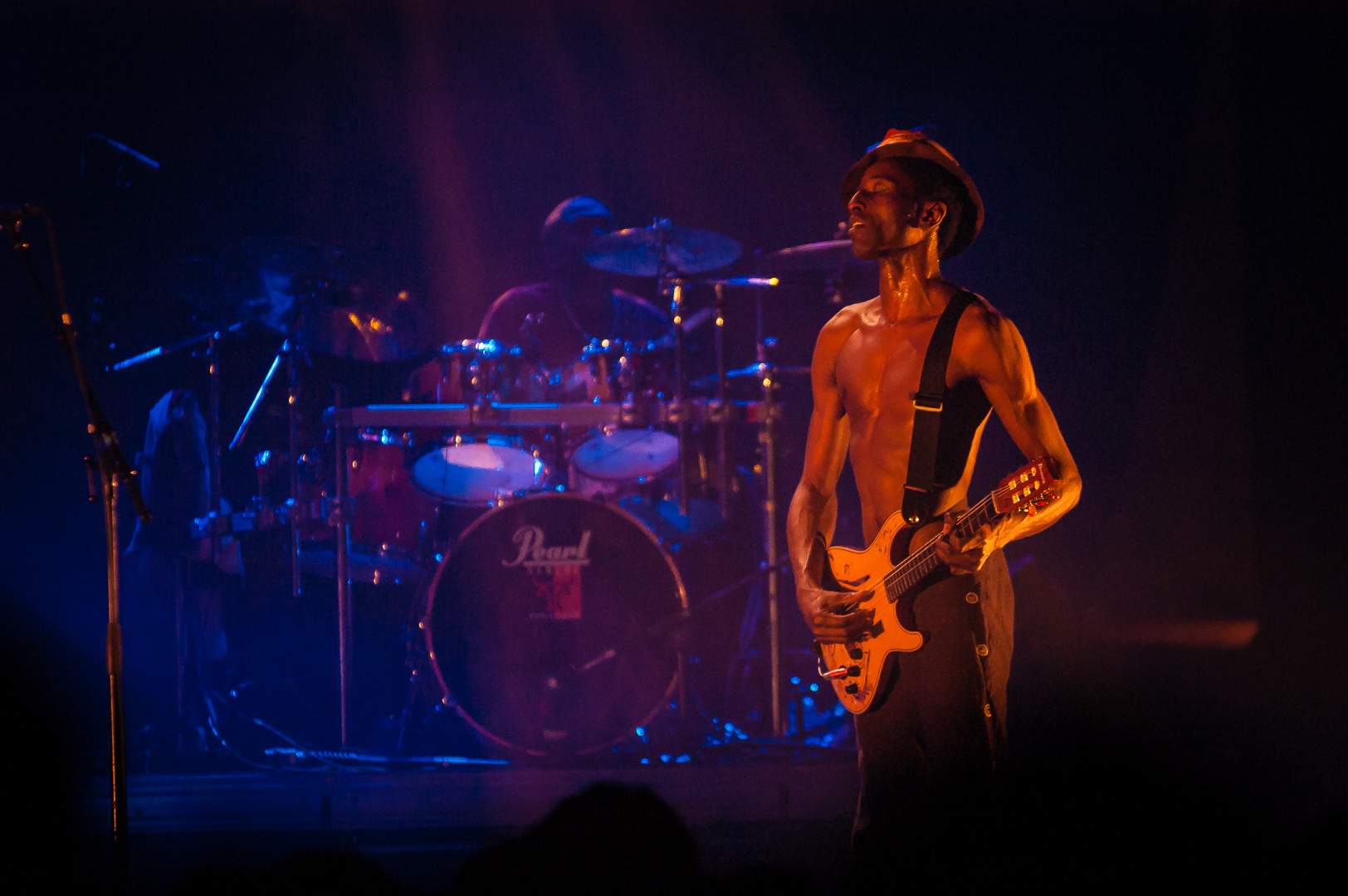
Mont-de-Marsan 2004
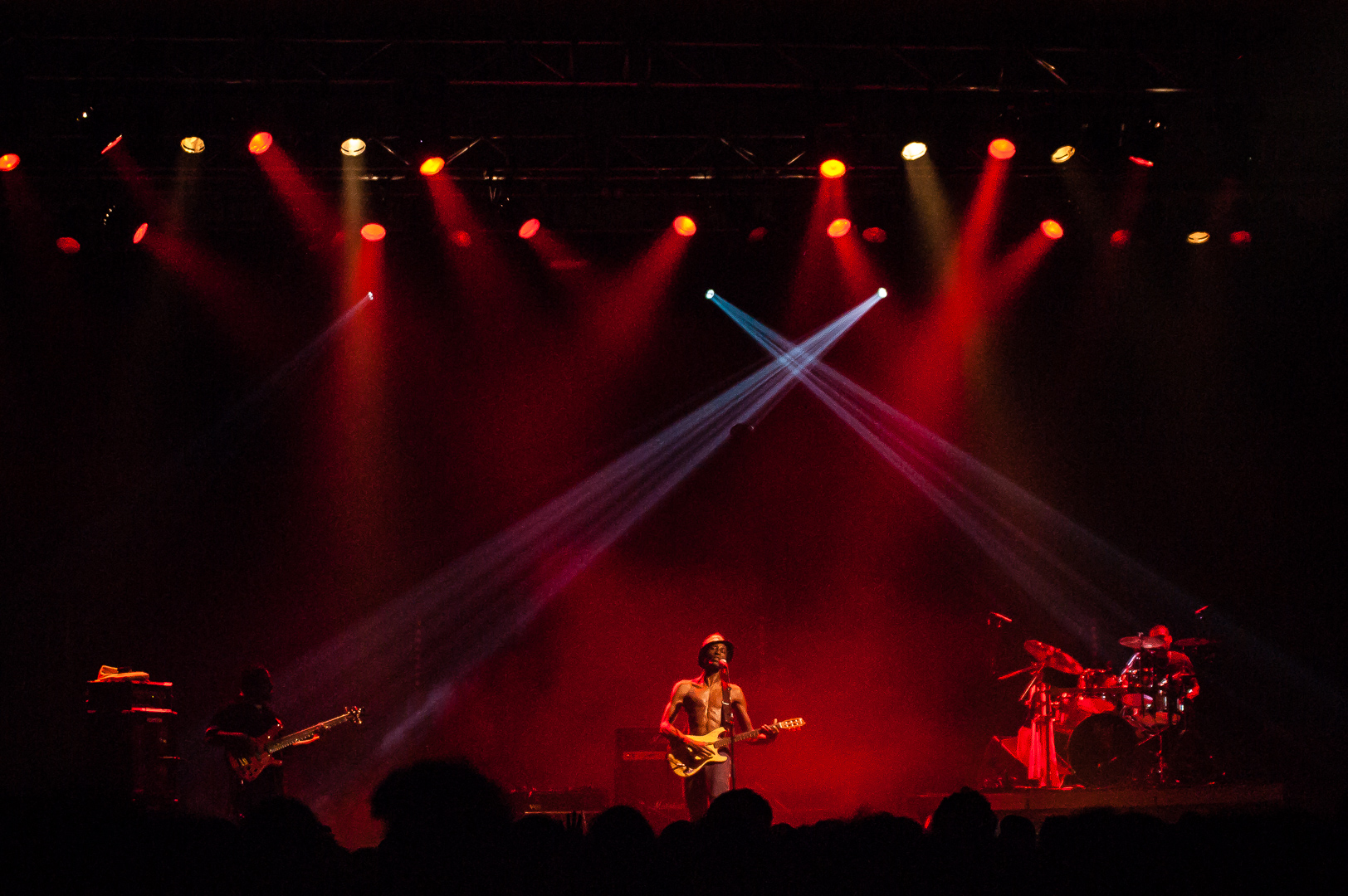
Mont-de-Marsan 2004

## Discographie
- 1992 : Blufunk Is a Fact !
- 1993 : Live EP (live)
- 1995 : African Space Craft
- 1999 : Liquid Sunshine
- 1999 : The African Anarchist Corp. Ep.
- 2003 : Black Orpheus
- 2004 : Black Orpheus Limited Edition
- 2004 : Rhythm Is Love (Best Of)
- 2008 : Nigerian Wood
- 2013 : Captain Rugged
- 2025 : Alive & Kicking

## Vidéos
- Million Miles From Home en live à la fête de l'Humanité en septembre 2009, filmé par les Grands Manitous (voir la vidéo)
- Kpafuka en live à la fête de l'Humanité en septembre 2009, filmé par les Grands Manitous (voir la vidéo)
- My Kinda Girl en live à la fête de l'Humanité en septembre 2009, filmé par les Grands Manitous (voir la vidéo)
- Expérience 19 - Le Blues podcast de PV Nova